# PalZ
PalZ, anciennement connue sous le nom de Paläontologische Zeitschrift, est une revue scientifique trimestrielle de paléontologie à comité de lecture fondée en 1913 par la Paläontologische Gesellschaft (de). Tout d'abord publiée deux fois par an, quatre fois à partir de 1998. Elle est publiée depuis 2008 par Springer.

## Description
PalZ – Paläontologische Zeitschrift (anciennement simplement Paläontologische Zeitschrift) est une revue scientifique de paléontologie fondée en 1913, par Otto Jaekel. Il a été et est publié par la Société paléontologique. À partir de 1914,, il a été publié régulièrement avec au moins deux numéros par an, à partir de 1998, il est devenu quatre. De 1914 à 1944, il fut publié par la maison d’édition Gebrüder Borntraeger, puis après la guerre par la maison d’édition E. Schweizerbart’sche. Depuis 2009, la Revue Paléontologique est publiée par Springer-Verlag. Les articles traitent de la paléobiologie des organismes unicellulaires, des invertébrés et des vertébrés ainsi que de la palichnologie. Jusqu'à la fin du XXe siècle, ils étaient principalement rédigés en allemand, moins fréquemment en anglais (pour la première fois à partir de 1927) ou en français (pour la première fois à partir de 1932). Aujourd'hui, les articles soumis à publication sont évalués par des pairs et la langue utilisée est majoritairement l'anglais (ce n'est qu'en 1987 qu'il y a eu plus d'articles en anglais qu'en allemand).
De 1914 à 2008, 82 volumes avec 313 numéros ont été publiés, dont deux numéros spéciaux (1956, 1962). Il contenait 1 895 articles individuels et 59 nécrologies sur 27 820 pages avec 11 210 illustrations et 1 014 planches. Sauf en période de crise (comme en 1917, 1941, de 1945 à 1950), un volume était publié chaque année. Le format et l’apparence du magazine, y compris le logo de la société, ont changé plusieurs fois depuis son premier numéro.
Les rédacteurs en chef de longue date (rédacteur en chef, « éditeur ») étaient Hermann Schmidt et Helmut Hölder.
Le facteur d'impact du Paleontological Journal était de 1,553 en 2021. Cela le place au 32e rang sur 43 revues dans la catégorie « Paléontologie » dans les statistiques du Science Citation Index.